# Hermann Eppers
Hermann Helmut Georg Eppers (* 7. Dezember 1965 in Wolfenbüttel) ist ein deutscher CDU-Politiker. Von 1994 bis 2008 war er Mitglied des Landtages Niedersachsen.

## Leben
Nach absolviertem Realschulabschluss machte Eppers eine Ausbildung zum Speditionskaufmann in Braunschweig. Nachdem er seinen Grundwehrdienst abgeleistet hatte, war Hermann Eppers für ein Jahr Kraftfahrer im elterlichen Fuhrbetrieb. Nach dem Wirtschaftsabitur übernahm er eine führende Tätigkeit im mittelständischen Unternehmen des Vaters. Seit 1998 ist er Mitgesellschafter der Eppers Logistik GmbH und seit 2000 geschäftsführender Gesellschafter der e.trans GmbH. 
Seit 1984 ist Hermann Eppers Mitglied der CDU und seit 1989 in Vorstandsfunktionen der Partei tätig. In der Zeit von 1996 bis 1998 war er Vorsitzender der Mittelstands- und Wirtschaftsvereinigung der CDU Salzgitter. Von 1998 bis 2006 war er stellvertretender Vorsitzender des CDU-Landesverbandes Braunschweig und Kreisvorsitzender der CDU-Salzgitter. 
Hermann Eppers war von 1994 bis 2008 Mitglied des Niedersächsischen Landtages. Dort war er Vorsitzender des Ausschusses für Wirtschaft und Verkehr. Von 1991 bis 2001 war er Mitglied im Ortsrat der Ortschaft Salzgitter-Nordost. Von 2001 bis 2011 war er Bürgermeister und Ratsherr der Stadt Salzgitter. Seit 2011 bekleidet Hermann Eppers keine öffentliche Ämter mehr. Er wurde im April 2015 von Bundespräsident Joachim Gauck mit dem Bundesverdienstkreuz am Bande ausgezeichnet.